# Плаца-Ронкачо (Болцано)
Плаца-Ронкачо је насеље у Италији у округу Болцано, региону Трентино-Јужни Тирол.
Према процени из 2011. у насељу је живело 32 становника. Насеље се налази на надморској висини од 1507 м.